# Stephan Zelewski
Stephan Zelewski (* 22. Juni 1958 in Essen) ist ein deutscher Betriebswirt.

## Leben
Stephan Zelewski ist Professor für Betriebswirtschaftslehre an der Universität Duisburg-Essen in Essen und dort Mitglied des Zentrums für Logistik & Verkehr.
Von 1977 bis 1981 studierte Zelewski Betriebs- und Volkswirtschaftslehre an den Universitäten Münster und Köln mit den Schwerpunkten Industriebetriebslehre, Produktionswirtschaft, Unternehmensrechnung und Informatik. Von 1980 bis 1981 war er Stipendiat der Konrad-Adenauer-Stiftung, der Hoechst Studienstiftung und der Fritz Honsel-Stiftung. Abschluss im Jahr 1981 als Dipl.-Kfm., im gleichen Jahr wurde ihm für seine Diplomarbeit der Kölner Universitätspreises verliehen. Im November 1981 legte er zudem die Diplomprüfung für Volkswirte (Dipl.-Volksw.) ab.
Von 1981 bis 1990 war er wissenschaftlicher Mitarbeiter von Werner Kern am Seminar für Allgemeine Betriebswirtschaftslehre, Industriebetriebslehre und Produktionswirtschaft der Universität zu Köln. Im Dezember 1985 erfolgte die Promotion an der Universität zu Köln zu Dr. rer. pol. mit dem Prädikat „summa cum laude“.
Von 1986 bis 1990 Wahrnehmung eines Habilitationsstipendiums der Deutschen Forschungsgemeinschaft. Im Oktober 1992 erhielt Zelewski die venia legendi für Betriebswirtschaftslehre durch das Fakultätskollegium der Wirtschafts- und Sozialwissenschaftlichen Fakultät der Universität zu Köln. Von Oktober 1992 bis März 1993 erfolgte die Vertretung einer C3-Professur im Fach Betriebswirtschaftslehre an der Universität zu Köln.
Den ersten Ruf erhielt er im Dezember 1992 an die Universität Magdeburg auf die C4-Professur für Betriebswirtschaftslehre / Produktions- und Informationswirtschaft (abgelehnt). Der zweite Ruf erging im Januar 1993 durch die die Universität Leipzig auf die C4-Professur für Produktionswirtschaft (angenommen).
Von April 1993 bis Juli 1993 erfolgte die Vertretung einer C4-Professur im Fach Betriebswirtschaftslehre an der Universität Leipzig und von August 1993 bis Februar 1998 war er der Inhaber einer C4-Professur für Produktionswirtschaft und Industrielle Informationswirtschaft an der dortigen Hochschule. Von Oktober 1993 bis Oktober 1996 war Zelewski Studiendekan der Wirtschaftswissenschaftlichen Fakultät der Universität Leipzig.
Im Juli 1997 erhielt er den dritten Ruf an die Universität Essen auf die C4-Professur für Betriebswirtschaftslehre, insbesondere Produktion und Logistik. Seit März 1998 ist er dort als Inhaber einer C4-Professur für Betriebswirtschaftslehre, insbesondere Produktion und Industrielles Informationsmanagement (inzwischen Universität Duisburg-Essen, Standort Essen) tätig und ist zudem Leiter des Instituts für Produktion und Industrielles Informationsmanagement.

## Forschung
Forschungsfelder sind
- neuartige Konzepte zur Koordinierung von Produktionsprozessen (Feinterminierung, Maschinenbelegungsplanung, Scheduling, Expertensysteme / Wissensbasierte Systeme, Multi-Agenten-Systeme, Verteilte Künstliche Intelligenz, Constraint Programming, Elektronische Märkte),
- die Anwendung „moderner“ Informationsverarbeitungstechniken auf betriebswirtschaftliche Problemstellungen (Wissensbasierte Systeme / Expertensysteme, Künstliche Intelligenz, Dokumentenverarbeitung, Informationsbanken, Informationsbroker, Frühwarnsysteme / Früherkennungssysteme, Fallbasiertes Schließen / Case-based Reasoning, Begründungsverwaltende Systeme / ATMS-Technik, Anpassungsplanung, Kontingenzplanung, Innovation),
- der Bereich Operations Research (Algorithmen, genetische / naturanaloge Algorithmen, Constraint Programming, Netzplantechnik, Petrinetze, Optimierung, Feinterminierung / Maschinenbelegungsplanung / Scheduling, Komplexitätstheorie, Katastrophentheorie, Spieltheorie),
- die Modellierung komplexer betriebswirtschaftlicher Probleme mit Hilfe der Petrinetz-Technik (Petrinetze, Flexible Fertigungssysteme, Optimierung),
- die Produktionstheorie (Strukturalismus / non statement view, Theoriennetze, Theorieformulierung, Theoriekonstruktion, Ökologie),
- die Wissenschaftstheorie (Analytische Wissenschaftsphilosophie, Strukturalismus / non statement view, Theoriennetze, Theorieformulierung, Theoriekonstruktion, technologische Theorietransformationen, starke KI-These, Rationalitätsauffassungen, Argumentationstheorie) und
- das Innovationsmanagement (Forschung und Entwicklung, Wissenstransfer, KMU, WWW, Softwareagenten).

## Schriften (Auswahl)
- Faire Verteilung von Effizienzgewinnen in Supply-Webs, Logos, Berlin 2009, ISBN 978-3-8325-2114-1.
- Strukturalistische Produktionstheorie: Konstruktion und Analyse aus der Perspektive des "non statement view", DUV Springer, Wiesbaden 1993, ISBN 978-3-8244-0154-3 (Habilitationsschrift).
- Komplexitätstheorie: als Instrument zur Klassifizierung und Beurteilung von Problemen des Operations Research, Vieweg, Wiesbaden 1989, ISBN 978-3-528-03608-9.
- Einsatz von Expertensystemen in den Unternehmen: Anwendungsmöglichkeiten, Bewertungsaspekte und Probleme künstlicher Intelligenz, expert, Ehningen 1989, ISBN 978-3-8169-0356-7.